# منطقه کلان‌شهری بندرکالامازو
منطقه کلان‌شهری بندرکالامازو- (به انگلیسی: Kalamazoo–Portage metropolitan area) یک منطقهٔ مسکونی در ایالات متحده آمریکا است که در میشیگان واقع شده‌است.

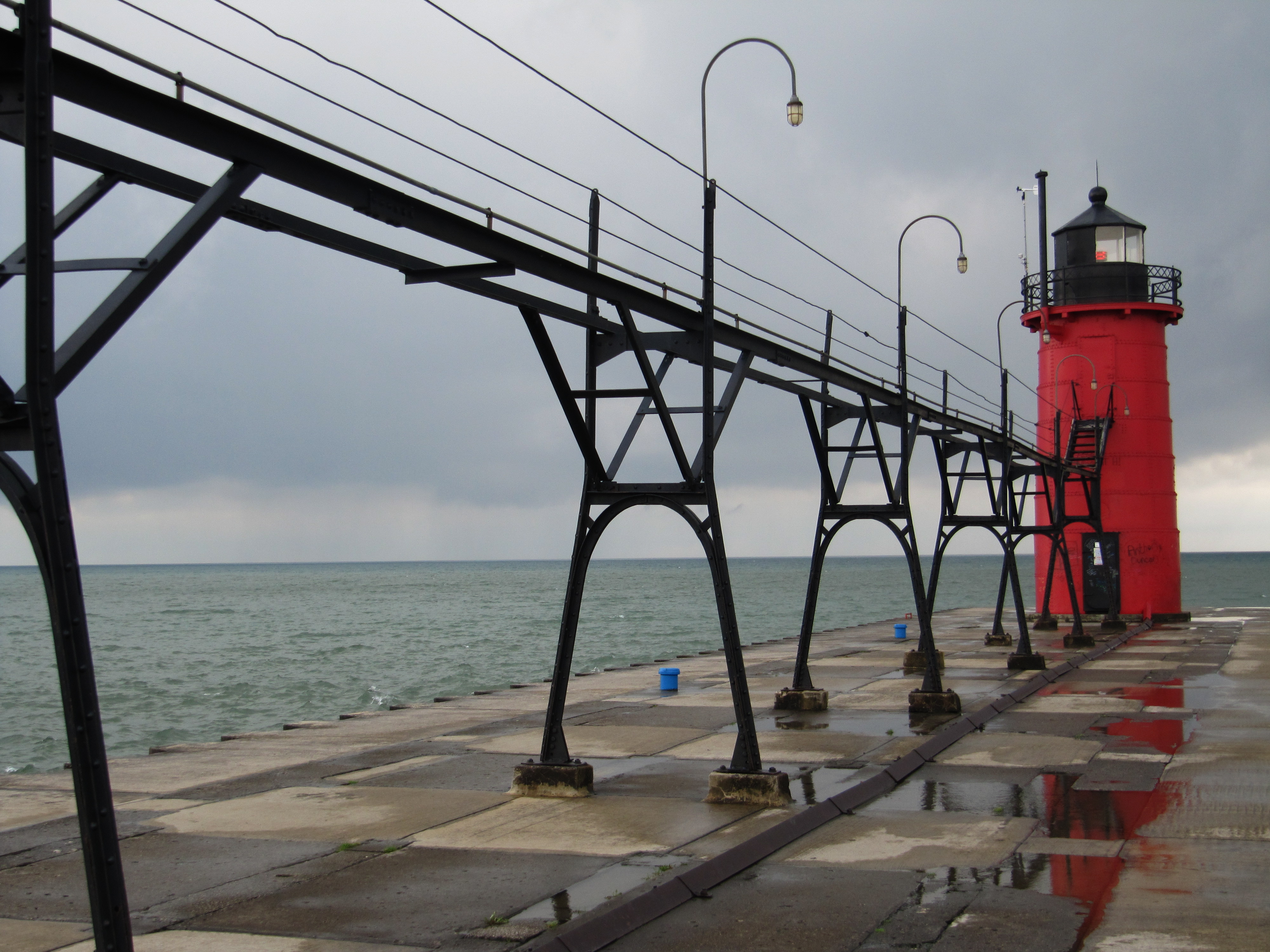
فانوس دریایی هیون جنوبی

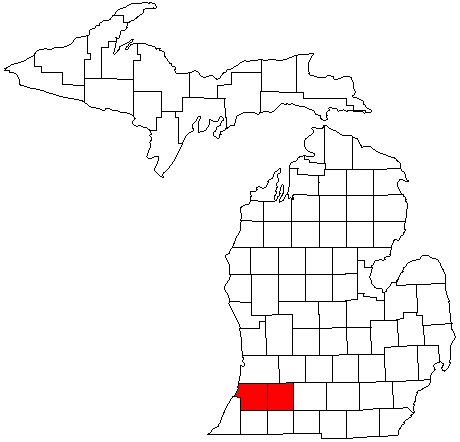
نقسه بندر کالامازو در نقشه میشیگان.

## شهرها و شهرک‌ها

### اماکن بین ۲۵٬۰۰۰ تا ۱۰۰٬۰۰۰ ساکن
- کالامازو، میشیگان
- بتل کریک، میشیگان
- پورتیج، میشیگان

### اماکن بین ۵٬۰۰۰ تا ۲۵٬۰۰۰ ساکن
- آلبیون، میشیگان
- آنتورپ، میشیگان
- بدفورد چارتر تاونشیپ، میشیگان
- کامستوک چارتر تاونشیپ، میشیگان
- کوپر تاونشیپ، میشیگان
- امت چارت تاونشیپ، میشیگان
- کالامازو چارتر تاونشیپ
- اشتمو تاونشیپ
- پاویلیون تاونشیپ
- پاو پاو تاونشیپ
- پنفیلد چارتر تاونشیپ
- ریچلند تاونشیپ
- راس تاونشیپ
- اسکول کرافت تاونشیپ
- اسپرینگفیلد، تاونشیپ
- شهر هیون جنوبی
- تگزاس تاونشیپ